# Wioletta Nasiadko
Wioletta Nasiadko (ur. 9 grudnia 1989) – polska judoczka.
Zawodniczka SGKS Wybrzeże Gdańsk (2002-2009). Brązowa medalistka mistrzostw Europy kadetek 2005. Dwukrotna wicemistrzyni Polski seniorek 2006 (kat. powyżej 78 kg oraz kat. open). Ponadto m.in. młodzieżowa mistrzyni Polski 2009, mistrzyni Polski juniorek 2008 oraz mistrzyni Polski kadetek 2004.